# Delia platura
Espèce
Delia platura, la mouche des semis ou mouche grise des semis, est une espèce d'insectes diptères brachycères de la famille des Anthomyiidae.
Cette mouche est un ravageur des cultures par ses larves qui se nourrissent non seulement de matières organiques en décomposition, mais attaquent aussi les graines en germination et les jeunes plantules. C'est une espèce très polyphage capable de détruire les semis de nombreuses plantes cultivées, tant en culture maraîchère qu'en grandes cultures.

## Distribution
Delia platura a une répartition cosmopolite.

## Noms vernaculaires
- mouche de la graine du haricot
- mouche de l'oignon - donné de préférence à Delia antiqua
- mouche des légumineuses
- mouche grise des semis[2].

## Synonymes
Selon Catalogue of Life.
- Anthomyia calopteni Riley, 1877
- Anthomyia cana Macquart, 1835
- Anthomyia corelia Walker, 1849
- Anthomyia diversa Wiedemann, 1830
- Anthomyia extranea Stein, 1901
- Anthomyia funesta Kuhn, 1870
- Anthomyia lanicrus Thomson, 1869
- Anthomyia perrima Walker, 1849
- Anthomyia peshawarensis Cotes, 1893
- Anthomyia platygaster Thomson, 1869
- Anthomyia raphani Harris, 1841
- Anthomyia rubifrons Bigot, 1885
- Anthomyia rubrifrons Macquart, 1851
- Anthomyia secunda Stein, 1901
- Anthomyia sergia Walker, 1849
- Anthomyia simulans Stein, 1901
- Anthomyia tinia Walker, 1849
- Anthomyia trifilis Giglio-Tos, 1893
- Anthomyia tyana Walker, 1849
- Anthomyia viana Walker, 1849
- Anthomyia zeas Riley, 1869
- Aricia fusciceps Zetterstedt, 1845
- Chorthophila cilicrura Rondani, 1866
- Chortophila cilicrura Rondani, 1866
- Chortophila rubrifrons Bigot, 1885
- Chortophila spinipes Bigot, 1885
- Dialyta cupreifrons Walker, 1849
- Eriphia marginata Walker, 1849
- Homalomyia rava Hutton, 1901
- Homalomyia rupecula Bigot, 1885
- Hylemya deceptiva Fitch, 1856
- Phorbia novaezealandiae Hutton, 1901
- Phorbia prisca Wulp, 1896